# Ferhunde Erkin
Ferhunde Erkin   (Istanbul, 8 de juny de 1909 - Ankara, 11 de juliol de 2007) va ser una concertista de piano i educadora turca.
Ferhunde Erkin va iniciar les seves primeres lliçons de piano durant la Primera Guerra Mundial el 1915 a l'Escola Soeur de Bandırma. El seu pare, un militar, va fer que la seva filla Ferhunde prengués classes de piano i el seu fill Necdet (Atak) tingués classes de violí. Ferhunde Erkin va donar el seu primer concert amb el seu germà a Bandırma. Durant la Primera Guerra Mundial, va fer concerts amb el seu germà Necdet a la "Galatasaray Lisesi" i "Union Française". Ferhunde Erkin va continuar els seus estudis de piano amb Karl Berger i el professor hongarès Géza Hegyei a Istanbul. Mentrestant, es va graduar al "Gedik Pasha American College". El 1926, Kemal Atatürk va organitzar un concert a Ankara i va rebre els germans Necdet-Ferhunde a la mansió. El 1928, Ferhunde i el seu germà Necdet van anar a Leipzig amb una beca de la fundació Alexander von Humboldt. Ferhunde va treballar amb Otto Weinreich a Leipzig. El 1930, el Conservatori de Leipzig ("Hochschule für Musik und Theater") el 1931, en acabar amb el seu germà va tornar a Turquia.
A l'abril del mateix any 1931, va començar a treballar com a professora a la "Musiki Muallim Mektebi" (Escola de Professors de Música). El 1932, Ferhunde Erkin es va casar amb Ulvi Cemal Erkin, un compositor que era membre del grup "Cinc turcs", a qui va conèixer a l'Escola de Professors de Música. Ferhunde Erkin va continuar treballant com a professora de piano durant 36 anys al "Musiki Muallim Mektebi", que després es convertiria en el Conservatori Estatal d'Ankara. Des de 1931 fins a la seva jubilació el 1967, va formar molts estudiants al conservatori. Entre els seus estudiants, Kamuran Gündemir, que va continuar l'escola de piano de Ferhunde Erkin i va ensenyar pianistes com Fazıl Say, Muhittin Dürrüoğlu Demiriz, Emre Elivar i Emrecan Yavuz, o Hüseyin Sermet que el van conèixer amb les tecles de piano.
Durant aquest període i després, Ferhunde Erkin va treballar com a pianista i professora de concerts. Primer interpretà 22 concerts per a piano a Turquia. Paul Hindemith, Ernst Praetorius, Hans Rosbaud van actuar amb directors de renom mundial. Va donar molts concerts de música de cambra amb famosos violoncel·listes com Antonio Saldarelli, Martin Bochmann i Gaspar Cassado i amb el violinista Licco Amar i el seu germà Necdet Remzi Atak. També va participar en repertori de música contemporània. El 1943, durant la Segona Guerra Mundial, la ciutat restava sota bombes quan va interpretar el concert de piano de la seva dona Ulvi Cemal Erkin amb l'Orquestra de la Ciutat de Berlín dirigida per Fritz Zaun.
Ferhunde Erkin va fundar el duet amb virtuós violinista Suna Kan durant la seva vida artística i va donar concerts arreu del país entre 1961 i 1967.
Ferhunde Erkin va ser guardonada amb la medalla d'or d'honor de la "Sevda Cenap And Foundation" el 1999 als 90 anys.
Ferhunde Erkin, que va morir l'11 de juliol de 2007, va ser enterrada al costat del seu marit Ulvi Cemal Erkin al cementiri Yenimahalle Karşıyaka d'Ankara.